# Хойнацка, Элизабет
Эли́забет Хойна́цка, собственно Эльжбе́та Хойна́цкая (фр. Elisabeth Chojnacka, пол. Elżbieta Chojnacka; 10 сентября 1939, Варшава — 28 мая 2017, Париж) — польская клавесинистка, жившая во Франции.

## Биография
Закончила Музыкальный университет имени Фредерика Шопена по классу фортепиано (1962), переехала в Париж, где училась клавесинному искусству у Эме ван де Виле. В 1968 получила первую премию на международном конкурсе в Верчелли по категории клавесин. Осталась во Франции, в 1970 выступила в Париже с концертом новейшей клавесинной музыки, в дальнейшем сделала блистательную международную карьеру. Первый сольный диск записала с фирмой Филипс в 1971 г.

## Репертуар
Хойнацка относится к достаточно редкому числу клавесинистов, почти целиком сосредоточившихся на современной музыке. В частности, она — по просьбе автора — сыграла все клавесинные произведения Лигети. В репертуаре исполнительницы — сочинения Мануэля де Фальи, Пуленка, Пьяццолы, Губайдулиной, Гурецкого, Ксенакиса, Мориса Оана, Майкла Наймана, Бетси Жолас, Кристобаля Альфтера, Франко Донатони, Сильвано Буссотти, Роберто Сьерры, Зыгмунта Краузе, Кшиштофа Мейера, Скотта Джоплина, Тоси Итиянаги, Маурисио Сотело, Андре Букурешлева, Мартина Маталона, Дмитрия Янова-Яновского и других композиторов, многие из которых писали специально для Хойнацкой.

## Концертная и педагогическая деятельность
Концертировала в странах Европы, в США, Мексике, Японии. Исполняла также старинную музыку, записала диск с произведениями европейских композиторов XVI—XVII вв. Авангард прошлого (Эрато, 1982), при этом Хойнацка не принимала и не практиковала аутентизм. Выступала и записывалась c Ансамблем Ксенакиса. C 1991 сотрудничала с Лусиндой Чайлдс. С 1995 преподавала в Моцартеуме.

## Признание
За диск исполненных ею сочинений Мориса Оана, записанный с Филармоническим оркестром Люксембурга под управлением Артуро Тамайо, Элизабет Хойнацка получила Гран-при французской Академии Шарля Кро (2003).